# Fernando Quirarte
Fernando Quirarte Gutíerrez, mais conhecido como Fernando Quirarte (Guadalajara, 17 de maio de 1956) é um treinador e ex-futebolista mexicano que atuava como defensor. Atualmente, dirige o Chivas Guadalajara.

## Carreira
Apelidado de El Sheriff, jogou a Copa do Mundo FIFA de 1986, marcando quatro gols.
Além disso como futebolista, defendeu o Chivas Guadalajara e Leones Negros. como treinador, iniciou no Santos Laguna e depois passou por: Atlas e Jaguares. e anteriormente comandava o Chivas Guadalajara.